# Aosta

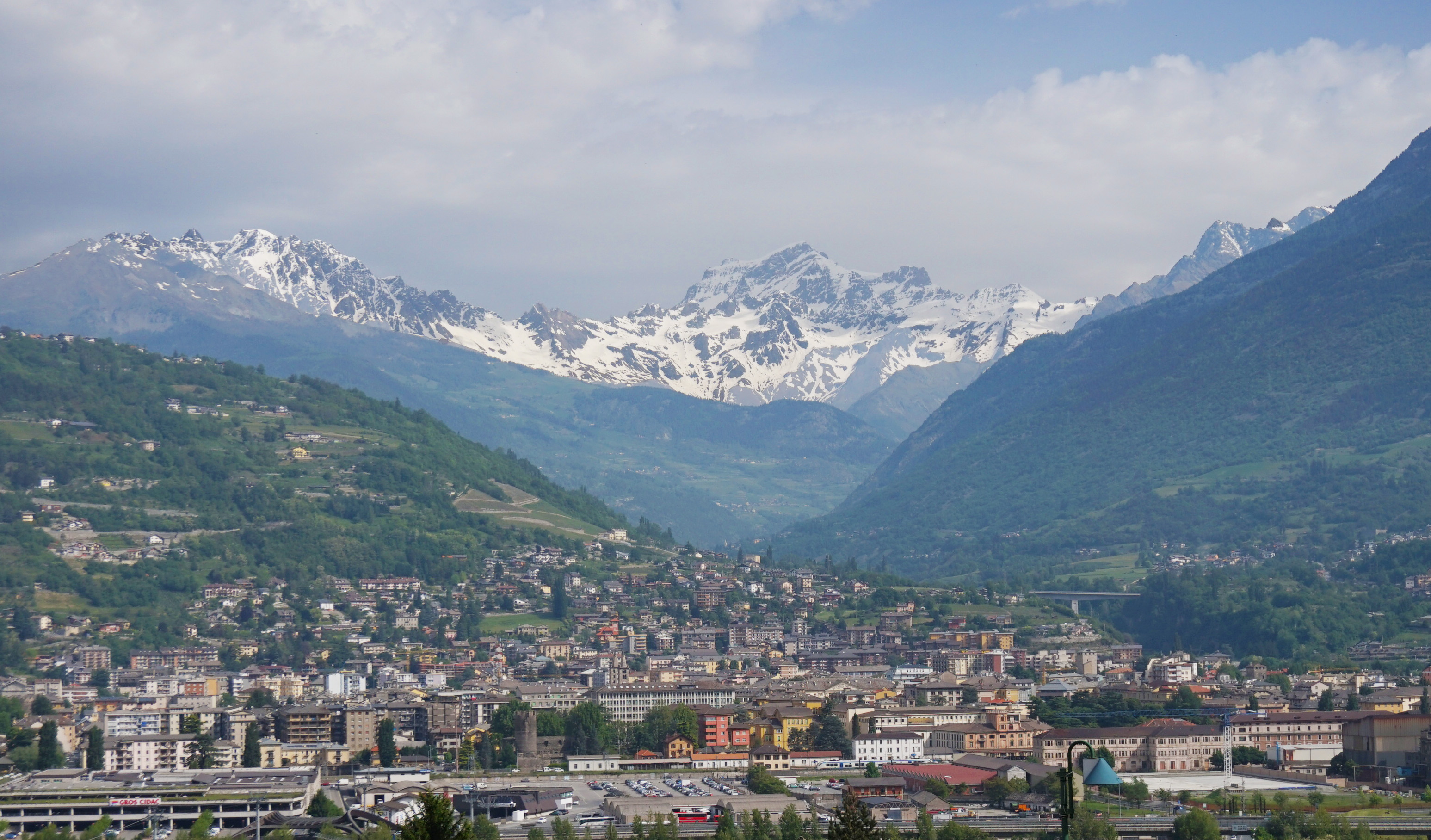
Blick von Süden auf das Stadtzentrum von Aosta, im Hintergrund über dem Tal des Buthier in etwa 18 Kilometern Entfernung der Mont Velan (links) und der Grand Combin (rechts) auf der Grenze Italiens zur Schweiz.

Aosta (französisch amtlich Aoste [ɔst] ⓘ, frankoprovenzalisch Aoûta [uta] ⓘ, walserdeutsch Augschtal, deutsch veraltet Osten) ist die Hauptstadt der Region Aostatal in den italienischen Alpen. Die Stadt hat 33.098 Einwohner (Stand 31. Dezember 2023).

## Geographie
Aosta liegt in der Mitte des Aostatals auf etwa 583 Meter über dem Meeresspiegel und erstreckt sich über eine Fläche von 21 Quadratkilometern. Am Südrand des Stadtgebiets fließt die Dora Baltea gegen Osten. Der Bergbach Buthier fließt von Norden her aus dem Seitental Valpelline durch das Stadtgebiet und mündet unterhalb davon in die Dora Baltea. Die westliche Stadtgrenze verläuft im Tal des Bergbachs, der von der Südostflanke der Pointe de Chaligne durch eine steile Schlucht bei Chabloz und beim Weiler Pont d’Aisod das Tal der Dora Baltea erreicht.
Das Territorium der Stadt ist unterteilt in die urbane Siedlung auf dem Talboden an der Dora Baltea und das Gebiet an der Bergflanke, die sich vom Talgrund bis zur Spitze des Aussichtsbergs Pointe de Chaligne auf 2607 M. ü. M. erstreckt, dem höchsten Punkt der Stadt Aosta, sowie das Gebiet von Porossan östlich des Buthier. Der sehr steile Abhang im Nordwesten ist gegliedert in das hochalpine Areal der Alpweiden mit der Alpsiedlung Tsa de Chaligne, darunter den Bergwald mit der Alp Arpeilles und den unteren Teil mit der offenen Collina d’Aosta, wo die Dörfer und Weiler Excenex, Arpuilles, Entrebin und Signayes und der Rebberg von Aosta liegen. In der Ebene an der Dora Baltea im Südosten der Stadt hat sich ein großes Gewerbe- und Industriegebiet entwickelt. Bei Aosta beginnt die Südrampe der Passstraße zum Großen Sankt Bernhard.
An den hohen Bergflanken in der Umgebung und im Tal liegen die Nachbargemeinden: Sarre, Gignod, Roisan, Saint-Christophe, Pollein, Charvensod, Gressan. Die Agglomeration Aosta umfasst auch die Gemeinden Saint-Christophe und Sarre.
Die Landschaft ist im Norden und Süden von hohen Bergen umgeben, etwa von der Becca di Nona, dem Monte Emilius, der Pointe de Chaligne und der Becca di Viou. Von Aosta aus sind im Hintergrund des Haupttals selbst der Mont Blanc und nördlich des Valpellinetals der Grand Combin gut zu sehen.

## Geschichte
Aus dem 3. Jahrtausend vor Christus stammt die bei Aosta ausgegrabene megalithische Kult- und Grabstätte von Saint Martin de Corléans, die in Italien die größte Anlage dieser Art ist. Sie umfasst Dolmen, Menhire und weitere Bestandteile. Nach der Entdeckung und Ausgrabungen der wichtigen urgeschichtlichen Fundstelle seit 1969 errichtete die Provinzverwaltung ein Museumsgebäude, in welchem die Anlage konserviert und zugänglich ist.
Im Aostatal lebte in der späteren Urgeschichte das Volk der Salasser, dessen Hauptort in der legendarischen Überlieferung Cordelia genannt wird.
Nachdem die Römer seit dem 2. vorchristlichen Jahrhundert im Aostatal punktuell militärisch präsent waren, wurde das Tal im Jahr 25 v. Chr. von A. Terentius Varro Murena erobert. Die Römer löschten die Volksgruppen der Salasser durch Deportation und Versklavung aus. Unter Augustus entstand aus einem bereits bestehenden Legionslager heraus die Kolonie Augusta Praetoria Salassorum. Ihr ursprüngliches regelmäßiges Straßennetz, das sich noch im Grundriss der modernen Stadt Aosta teilweise abzeichnet, geht auf die ältere römische Militärsiedlung zurück. In der Stadt wohnten zunächst vor allem rund 3000 Veteranen der kaiserlichen Leibwache, der Prätorianer, mit ihren Familien. Die Weiheinschrift der Bewohner der neuen Stadt für Kaiser Augustus ist 1894 bei Ausgrabungen in der Nähe des ehemaligen römischen Südtors zum Vorschein gekommen.
Die römische Stadt hatte die für solche Kolonien übliche regelmäßige rechteckige Form mit einer Länge von 727 Metern und einer Breite von 574 Metern. Sie war in 64 Insulae (Häuserblöcke) unterteilt. Die römische Stadtmauer wies auf allen vier Seiten je ein Tor auf, von denen die Porte Prétorienne auf der Ostseite noch in wesentlichen Teilen erhalten ist; von der Porta decumana auf der Westseite und der Porta principalis sinistra im Norden sind noch heute archäologische Überreste sichtbar. Von den ursprünglich zwanzig römischen Mauertürmen sind heute noch sechs in mehr oder weniger stark veränderter Form vorhanden. Das Forum im Zentrum der Stadt belegte die Fläche von acht Insulae, das Amphitheater die von zweien. Andere Bauten scheinen nicht Insula-übergreifend gebaut worden zu sein. In der römischen Stadt gab es auch ein Theater sowie Badeanlagen (Thermen).
Die römische Kolonie lag an der wichtigen Alpenstraße von Mediolanum (Mailand) über den Kleinen St. Bernhard (lat. Alpis Graia) nach Lugdunum (Lyon) im Rhonetal, der Konsularischen Straße nach Gallien, lat. Via publica Galliarum. Nach der Öffnung des Grossen Sankt Bernhard, der in der Römerzeit Mons Iovis hieß, in das Wallis nahm die Bedeutung des Ortes, der an der Kreuzung der Passstraßen liegt, noch zu.
Im 4. Jahrhundert wurde in Aosta ein Bischof eingesetzt, der von der Metropolitankirche in Mailand abhängig war. Ein großes ziviles Gebäude neben dem antiken Kryptoportikus wurde in der Spätantike zur ersten christlichen Stadtkirche von Aosta umgebaut, die auch als Kathedrale diente. Bischof Gratus von Aosta, der im 5. Jahrhundert lebte und von dem eine Heiligenvita aus dem 13. Jahrhundert überliefert ist, fand vor allem in der Zeit der savoyischen Landesherrschaft eine große Verehrung. Sein Reliquienschrein ist eines der wertvollen Objekte des Domschatzes von Aosta. Heute ist der heilige Gratus der Stadtpatron von Aosta, der Landespatron des Aostatals und Kirchenpatron in mehreren Ortschaften des ehemaligen savoyischen Herzogtums.
In der Übergangszeit von der Antike zum frühen Mittelalter kam die Stadt Augusta Praetoria unter die ostgotische, später die byzantinische (553 bis 563) und darauf die langobardische Herrschaft (568 bis 575). 575 besiegte das Heer des fränkisch-burgundischen Königs Guntram die Langobarden und eroberte in den südlichen Alpentälern die Städte Aosta und Susa. Es scheint, dass auf diese Zeit die Grenze zwischen dem Königreich Burgund und dem Langobardenreich bei Bard unterhalb von Aosta zurückgeht. Unter den veränderten politischen Verhältnissen löste sich die Diözese Aosta im 8. Jahrhundert von Mailand und war von da an und bis in die Neuzeit dem Bischof von Moûtiers im Metropolitanbistum Tarantaise zugeordnet. Auch der Frankenkönig Pippin der Jüngere führte Krieg gegen die Langobarden. Karl der Große ließ die Via Francigena verbessern, die von Gallien über die Alpen und durch die Stadt Aosta in die Poebene und nach Rom führt. Der Bischof von Canterbury Sigerich der Ernste erwähnt die Stadt als Etappenort dieser Route im Jahr 990 und auch der isländische Abt Nikulas de Munkathvera nennt sie in seinem Reisebericht von 1154.
Seit dem 10. Jahrhundert war die Region als Grafschaft Aosta Teil des Königreichs Burgund. Kurz bevor dieses 1032 an das Heilige Römische Reich fiel, erwarb Graf Humbert von Maurienne und Savoyen im Jahr 1024 die Stadt Aosta mit der Grafschaft im Aostatal. Sein Sohn Burkhard, zunächst Propst des Klosters Saint-Maurice im Wallis, war seit 1025 Bischof von Aosta und stärkte die savoyische Herrschaft in der Region. Ab 1033 vertrat er als Erzbischof von Lyon seine Familie im unteren Rhonetal.
Vom 11. bis zum 13. Jahrhundert übten die Herren von Challant im Dienst der Grafen von Savoyen als Vizegrafen die obrigkeitliche Macht im Aostatal aus. Vertreter der Familie machten als Vizegrafen, Landvögte, Kastellane, Bischöfe und etwa auch als Pröpste der Kathedrale von Aosta Karriere im savoyischen Staat. In der Stadt Aosta gehörten ihnen mehrere Liegenschaften, unter anderem zwei als Burgen ausgebaute alte Mauertürme, die Tour Bramafan und die Tourneuve. Außerhalb der Stadt saßen Zweige der Familie auf fünf bedeutenden Burgen.
1033 wurde in Aosta Anselm von Aosta, Erzbischof von Canterbury, geboren.
Im 11. Jahrhundert entstanden unter Bischof Anselm von Aosta auf dem Platz einer frühchristlichen, wohl im vierten Jahrhundert errichteten Basilika die romanische Kathedrale von Aosta und in der Nähe, etwas außerhalb der Stadtmauer, für eine Augustinergemeinschaft die Kollegiatkirche Sankt Ursen, die beiden wichtigsten Bauwerke der mittelalterlichen sakralen Kunst des Aostatals.
1191 nahm Graf Thomas von Maurienne auf Einladung von Bischof Albert die Stadt Aosta in seinen Besitz und stellte ihr einen Freiheitsbrief aus. Im Gegenzug schworen die Bürger von Aosta dem Grafen ewige Gefolgschaft.
1352 ließ sich ein Konvent von Franziskanern im Zentrum von Aosta nieder. Die umfangreiche Klosteranlage prägte die Stadtentwicklung bis in die Neuzeit. 1830 wurde sie abgebrochen, um den Bauplatz für das neue Stadthaus freizumachen.

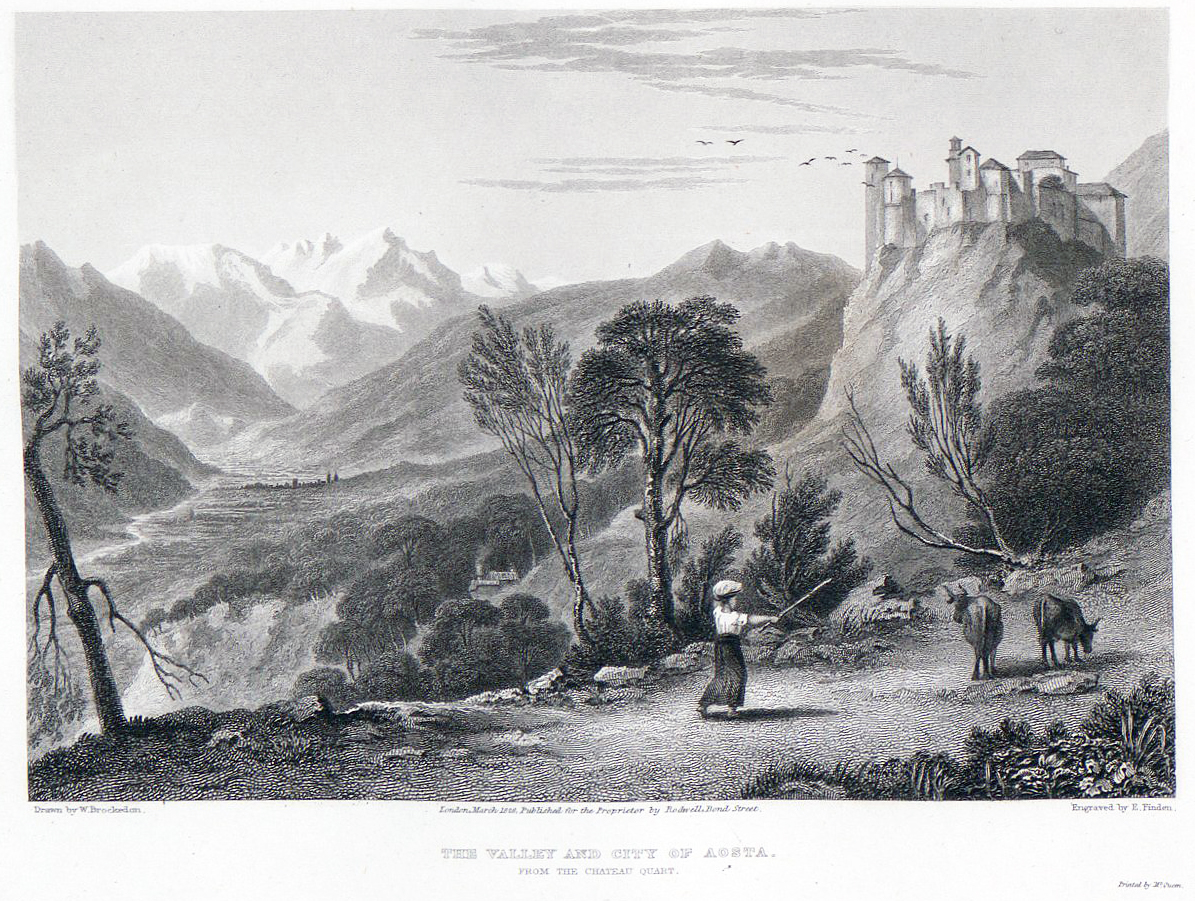
William Brockedon: Aosta (1828)

Bei den wiederholten Auseinandersetzungen zwischen Savoyen und Frankreich erlebte auch das Aostatal und damit die Stadt Aosta mehrmals die Besetzung durch französische Truppen, so im Jahr 1691, während des Spanischen Erbfolgekrieges von 1704 bis 1706 und nach der Französischen Revolution von 1796 und 1814 unter Napoleon Bonaparte.
1860/1861 kam die Stadt sowie das ganze Aostatal mit den andern savoyisch-sardinischen Ländern an das neu entstandene Königreichs Italien. Aosta bildete nun zunächst keine Provinzhauptstadt, sondern war bis 1948 das Zentrum des Bezirks Aostatal in der großen, neugeschaffenen Provinz Turin.
Das einst frankoprovenzalischsprachige Aosta bekam mit dem staatlich geförderten Zuzug von Arbeitskräften aus andern Regionen Italiens im 20. Jahrhundert zunehmend eine zweisprachige Kultur. Das 1911 errichtete Stahlwerk Cogne wurde zum größten industriellen Arbeitgeber im Aostatal und veranlasste viele Personen dazu, aus andern italienischen Regionen in das Tal zu ziehen. In Aosta bildete das Italienische bald die Hauptsprache.
1945 wurde die politische Partei Union Valdôtaine gegründet, die sich für die Selbständigkeit des Aostatals einsetzte. Seit 1948 ist Aosta die Hauptstadt der mit einem Sonderstatut neu geschaffenen Autonomen Region Aostatal.
1886 entstand der Bahnhof Aosta als Kopfbahnhof der Eisenbahnstrecke Chivasso–Aosta, die 1929 bis nach Pré-Saint-Didier im oberen Abschnitt des Aostatals verlängert wurde. 1957 wurde die Seilbahn Aosta-Pila für die Fahrt zum Wintersportgebiet Pila gebaut. 1959 nahm der Flughafen Aosta den Betrieb auf. 1970 wurde der Abschnitt bis nach Aosta der Autobahn Autostrada A5 eröffnet, die auf dem Stadtgebiet von Aosta keine Ausfahrt hat. In der Nähe von Aosta befinden sich eine Mautstelle und ein Autohof.

## Sprache
Aosta ist wie die ganze Autonome Region Aostatal offiziell zweisprachig; eigentlich sind im Gebiet jedoch drei Sprachen nebeneinander lebendig (in den östlichen Nebentälern des Aostatals außerdem die alemannische Sprache der Walser, die in der Stadt Aosta jedoch kaum von Bedeutung ist). Neben der traditionellen Umgangssprache, dem in mehreren Dialekten gesprochenen Frankoprovenzalischen (Valdostanisch), hat sich als Schrift- und praktisch als Standardsprache in der Neuzeit das Savoyer Regionalfranzösisch und in der modernen Zeit das Französische durchgesetzt. So hat sich die traditionelle Diglossie (Zweisprachigkeit) entwickelt, die in der Region bis ins frühe 20. Jahrhundert bestand. In Aosta ist eine erste französische Notariatsurkunde im Jahr 1532 geschrieben worden. 1561 erklärte Herzog Emanuel Philibert von Savoyen das Französische zur offiziellen Amtssprache für das Aostatal. Während das Aostatal als Ganzes die einzige größere Sprachinsel darstellt, in welcher der frankoprovenzalische Patois in der Gegenwart noch als Umgangssprache neben den offiziellen Standardsprachen lebt, hat der alte Dialekt im urbanen Gebiet der Agglomeration Aosta zugunsten des Französischen und besonders des Italienischen an Gewicht eingebüßt. 1985 entstand in Aosta das Bureau régional d’ethnologie et de linguistique (BREL), das sich für die Erhaltung des Dialekts des Aostatals einsetzt. Der Historiker Alexis Bétemps war dessen erster Direktor. Das Institut sammelt im Projekt Association valdôtaine des archives sonores (AVAS) Tonzeugnisse der traditionellen Mundarten der Region.
2010 fand in Aosta das internationale Patois-Fest Fête valdôtaine et internationale des patois statt.

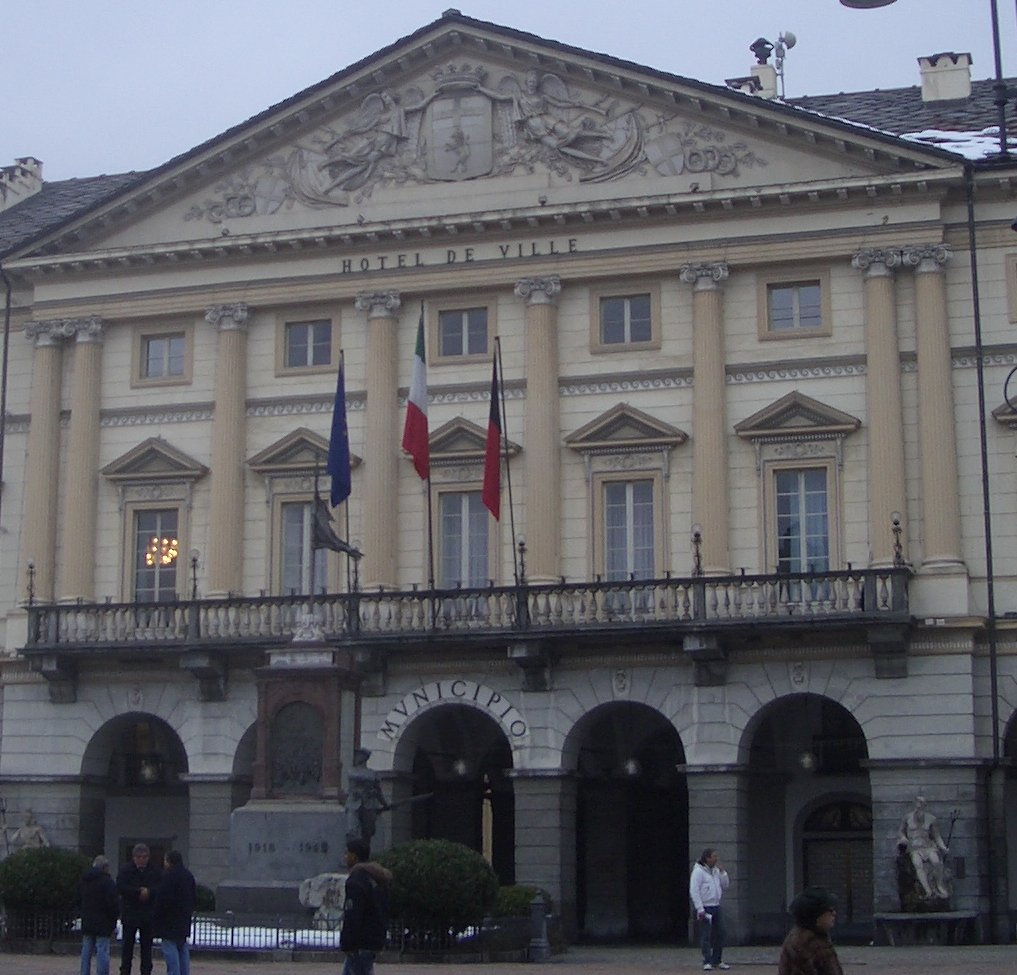
Schriftzüge auf Französisch und Italienisch am Rathaus von Aosta

Als Literatursprache kam das Valdostanische im 19. Jahrhundert in Gebrauch. Bedeutende Dichter, Schriftsteller und Dramaturgen in frankoprovenzalischer Sprache aus Aosta waren Jean-Baptiste Cerlogne (1826–1910), Amédée Berthod (1905–1976), Jules-Ange Negri (1904–1995), Eugénie Martinet (1896–1968), Anaïs Ronc-Désaymonet (1890–1955), René Willien (1916–1979) und Pierre Vietti (1924–1998).
Im 20. Jahrhundert hat der italienische Staat das Aostatal so wie auch andere fremdsprachige Regionen Italiens durch gesetzliche und administrative Maßnahmen und mit der Ansiedlung von Bevölkerungsgruppen aus andern Landesteilen etwa als Beschäftigte in der Schwerindustrie von Cogne systematisch italianisiert. Die alten Ortsnamen wurden durch italienische Formen ersetzt. Das Frankoprovenzalische blieb indessen als gesprochene Umgangssprache vor Repressionen verschont. In der Zeit des italienischen Faschismus verstärkten sich der Druck auf das Französische und die Auswanderung französischsprachiger Personen nach Frankreich. Schon 1909 war die von Émile Chanoux ins Leben gerufene Ligue valdôtaine pour la protection de la langue française dans la Vallée d’Aoste in Aosta erstmals zusammengetreten, und später entstand eine kulturelle Résistance gegen die italienische Vormacht. Nach dem Zweiten Weltkrieg trat in Italien das Gesetz vom 26. Februar 1948 in Kraft, aufgrund dessen für das Aostatal eine regionale Autonomie und die Anerkennung des Französischen als zweite offizielle Sprache und zweite vorgeschriebene Unterrichtssprache in Kraft trat. Das Organ der politischen Partei Union Valdôtaine, Le Peuple valdôtain, erscheint nur in französischer Sprache. In der Stadt Aosta als regionalem Verwaltungs- und Bildungszentrum ist jedoch heute das Italienische die vorherrschende Sprache.
Um die Vernetzung mit anderen frankophonen Kommunen zu fördern, hat sich das Bürgermeisteramt von Aosta der Association internationale des maires francophones (AIMF) angeschlossen. Aosta ist die einzige italienische Stadt, die in diesem weltweit agierenden Gremium vertreten ist. Im Juli 1995 fand die Jahresversammlung der AIMF in Aosta statt. Das Tagungsthema war La ville acteur du développement culturel (deutsch „Die Stadt als Akteur der kulturellen Entwicklung“).
Aosta ist durch Städtepartnerschaften mit mehreren französischsprachigen Gemeinden verbunden: mit Albertville und Chamonix-Mont-Blanc in Frankreich, Martigny in der Schweiz und Kaolack in Senegal, aber auch Sinaia in Rumänien
Im 19. Jahrhundert entstanden im Aostatal literarische Werke in Französisch. Erste Autoren, die französische Werke und vereinzelt auch Schriften im Patois verfassten, werden in der Literaturgeschichte unter dem Begriff petite Pléiade valdôtaine zusammengefasst (Alcide Bochet (1802–1859), Fernand Bochet (1804–1849), Augustin Vagneur (1796–1844), Joseph Alby (1814–1880), Eugène Pignet, Félix Orsières (1803–1870) und Léon-Clément Gérard (1810–1876)). Autorinnen des frühen 20. Jahrhunderts waren etwa Corinne Guillet (1883–1934) und Flaminie Porté (1885–1941).

## Sehenswürdigkeiten
- Im Quartier Saint-Martin-de-Corléans liegt die archäologische Stätte Site mégalithique de Saint-Martin-de-Corléans. Auf dem 1969 freigelegten Platz sind Reste von Kultplätzen, Dolmen und anthropomorphe Stelen entdeckt worden, die Gemeinsamkeiten mit dem urgeschichtlichen Fundort Petit-Chasseur in Sitten aufweisen.

- Die umfangreichen, gut erhaltenen Monumente und Artefakte aus der römischen Stadt Augusta Praetoria Salassorum zählen zu den bedeutendsten kulturgeschichtlichen Sehenswürdigkeiten des Aostatals. Von der über das Mittelalter hinaus weiterverwendeten römischen Stadtmauer stehen große Teile noch heute aufrecht. Von einigen Türmen stammt noch ein Teil des Mauerwerks aus römischer Zeit: Landvogtturm, Tour Fromage, Pailleron-Turm, Bramafanturm, «Aussätzigenturm», Tourneuve, Quartturm. Das römische Stadttor Porta Prætoria (Haupttor) ist als Doppeltor um 25 v. Chr. angelegt worden. Davor befindet sich der zur gleichen Zeit errichtete Augustusbogen, (italienisch Arco di Augusto, französisch Arc d’Auguste) und in geringer Entfernung die Bogenbrücke Pont de Pierre, die früher über den Fluss Buthier führte, der in nachrömischer Zeit seinen Lauf verändert hat. Eine weitere gut erhaltene Römerbrücke, der Pont Saint-Martin, steht etwa 30 Kilometer talauswärts in Richtung Ivrea in der gleichnamigen Ortschaft. Vom ehemals vierstöckigen Theater ist die 22 m hohe Bühnenwand erhalten, ebenso sind noch Überreste des Forums und besonders der Kryptoportikus erhalten geblieben. Die Grundmauern eines römischen Gutshofs am Hang oberhalb der Stadt im Quartier Consolata sind konserviert. An der Straße zum Kleinen Sankt Bernhardspass liegt außerhalb der antiken Stadt vor der Porta Decumana ein römischer Friedhof mit drei antiken Grabbauten und der Ruine einer frühchristlichen Kirche. Unter vielen wertvollen Fundgegenständen aus der römischen Zeit ist im Archäologischen Museum der Stadt auch eine schöne Jupiter-Büste vom Anfang des 2. Jahrhunderts zu sehen.

- Die Kathedrale von Aosta wurde im Zentrum der Stadt auf dem Platz einer frühchristlichen Kirche im 11. Jahrhundert erbaut und erhielt Ende des 15. Jahrhunderts ihre spätgotische Gestalt. Ihre Fassade wurde zwischen 1522 und 1526 im Stil der Renaissance errichtet und erhielt 1848 einen klassizistischen Vorbau. Im Chor ist ein Mosaikfußboden aus dem 12. Jahrhundert zu sehen. Das wertvolle geschnitzte Chorgestühl stammt aus dem 15. Jahrhundert. In den Fenstern des Mittelschiffs sind französische Glasmalereien des 12. und 13. Jahrhunderts zu sehen. Aus jüngerer zeit stammen die Seitenkapellen.
- Der Domschatz (französisch Musée du trésor de la cathédrale d'Aoste) zählt zu den reichsten Museen seiner Art in den Westalpen. Er enthält unter anderem ein spätantikes Diptychon, spätgotische Kultobjekte und das Grabdenkmal des Grafen Thomas II. von Savoyen.
- Die Anfänge der Kirche im ehemaligen Kollegiatstift Sankt Ursus[19], italienisch Collegiata dei Santi Pietro e Orso oder französisch Collégiale des Saints Pierre et Ours (in Aosta nur Sant’Orso oder Saint-Ours genannt) gehen auf das 5. Jahrhundert zurück. Sie trägt ihren Namen nach dem heiligen Ursus von Aosta. In frühromanischer Zeit wurde die Kirche unter Bischof Anselme II. (994–1025) erneuert. Das heutige, spätgotische Aussehen der Kirche ist unter dem Prior Georges de Challant (1468–1509) entstanden. Die fünfschiffige Krypta, die auf zwölf römischen Säulen steht, ist jedoch vom Vorgängerbau erhalten. Auf dem Obergaden des Mittelschiffs zeigt ein bedeutender Freskenzyklus des 11. Jahrhunderts Szenen aus dem Leben Christi und der Apostel. Aus dem 12. Jahrhundert stammen der Kirchturm sowie der Kreuzgang auf der Südseite mit seinen figurengeschmückten romanischen Kapitellen. Das Kollegiatsmuseum in der Sakristei besitzt Kulturgut, das teilweise auf das Mittelalter zurückgeht.
- Ebenfalls unter Georges de Challant wurde 1494–1509 das Priorat von Sankt Ursus erbaut, das durch seinen achteckigen Turm und seine Fensterrahmen und Friese aus Terrakotta auffällt. In der Kapelle zeigt ein spätgotischer Freskenzyklus die Geschichte des Heiligen Georg.
- Der ehemalige Friedhof bei Sankt Ursen bestand seit der Spätantike und ist nach Restaurierungsarbeiten als Denkmalpark zugänglich.
- Die Tour du bailliage ist ein mittelalterlicher Burgturm an der Nordostecke der römischen Stadtmauer, der seit 1263 als Sitz der savoyischen Stadtvögte diente.
- Im Ortsteil Porossan steht eine große gemauerte Wasserleitungsbrücke, genannt Grand Arvou, die um 1300 als wichtige Kunstbaute für den Bewässerungskanal Ru Prévôt errichtet wurde.
- Die Kirche Sainte-Croix wurde 1682 gebaut.
- Die Kirche Saint-Étienne aus dem 18. Jahrhundert steht auf dem Platz einer älteren Kirche aus dem Mittelalter.
- Die Place Émile-Chanoux ist der Hauptplatz im Stadtzentrum. Er wurde im 19. Jahrhundert angelegt. Auf zwei Wandbrunnen vor dem Rathaus von Aosta bei diesem Platz sind die Flüsse Dora Baltea und Buthier personifiziert dargestellt. Auf dem Stadtplatz steht das vom Turiner Künstler Pietro Canonica geschaffene Denkmal für die Gefallenen beider Weltkriege aus Aosta.[20] Vorher befand sich an dieser Strelle das Denkmal für den Arzt Laurent Cerise, der aus Aosta stammte.
- Das Calvinkreuz, jünger auch Croix-de-Ville genannt, ist ein Monument aus dem Jahr 1541, das an den legendenhaften Aufenthalt des Genfer Reformatos Jean Calvin in Aosta erinnert. Es wurde im 19. Jahrhundert auf einem neuen Sockel platziert.
- Der Justizpalast von Aosta entstand um 1932.
- Das Schloss Jocteau stammt aus dem 20. Jahrhundert.
- Die Burg Montfleury ist ein Landhaus außerhalb der Stadt beim Vorort Saint-Martin-de-Corléans. Es gehört zum Landwirtschaftsbetrieb Montfleury, der dem Institut agricole régional de la Vallée d'Aoste gehört.
- Das Archäologische Regionalmuseum Aostatal in der ehemaligen Kaserne Challant, dem früheren Kloster Visitation, besitzt eine archäologische Sammlung aus allen geschichtlichen Epochen des Tales.
- Im ehemaligen Priorat Saint-Bénin, das im 11. Jahrhundert von Benediktinern aus der Abtei Fruttuaria im Südteil der Stadt gegründet worden war, befindet sich ein kleines Museum, das dem Wissenschaftler und Erfinder Innocenzo Manzetti (oder frz. Innocent) aus Aosta, einem der fast gleichzeitigen Wegbereiter des Telefons.
- Das 1929 gebaute Kraftwerk Saumont am Buthier ist außer Betrieb und wird für Kulturveranstaltungen genutzt.
- Die Arena Croix-Noire entstand 1987 als Austragungsort für die traditionellen Kuhkämpfe Batailles de reines gebaut.[21]

## Bilder

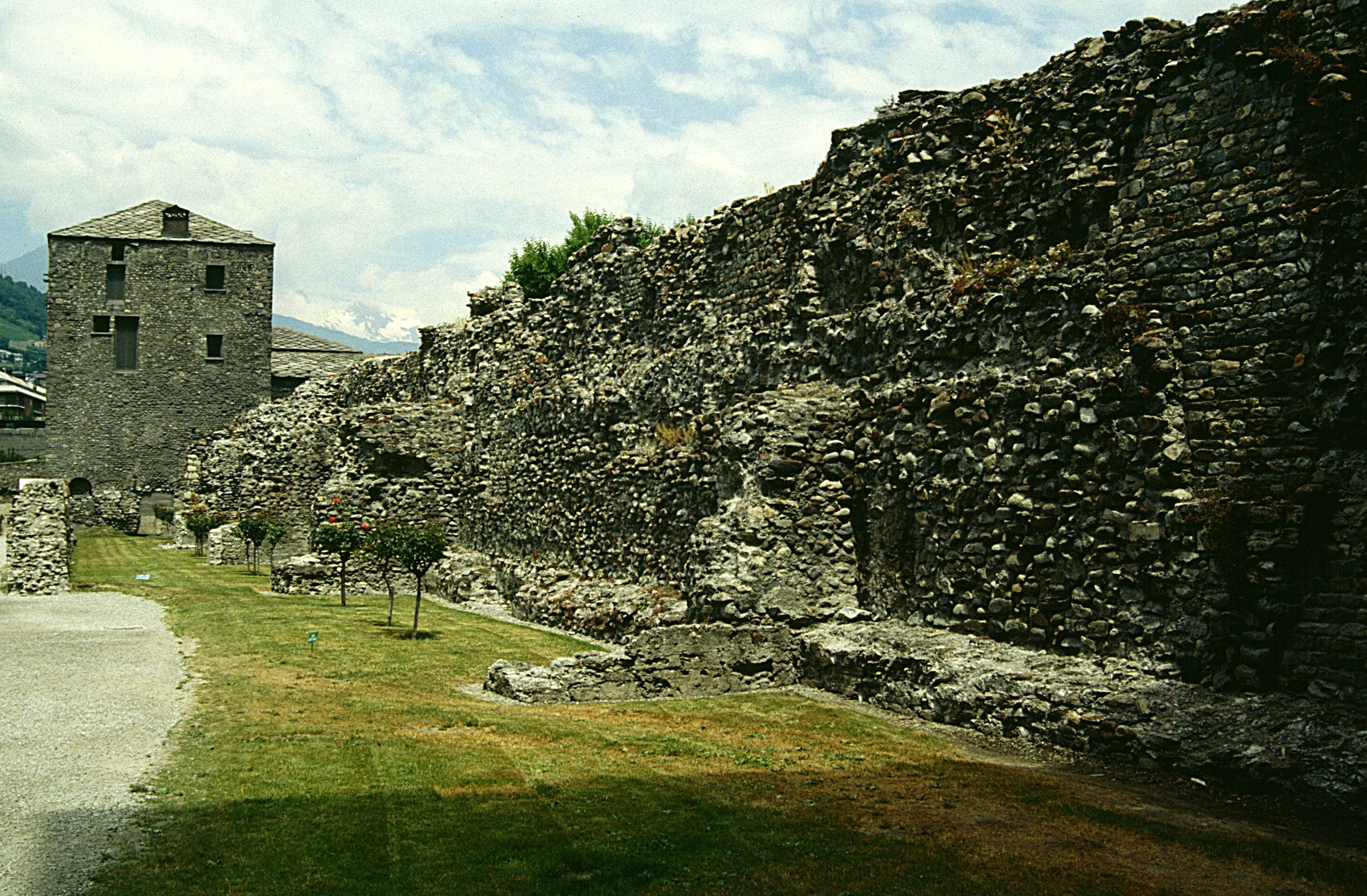
Aosta: Römische Mauern
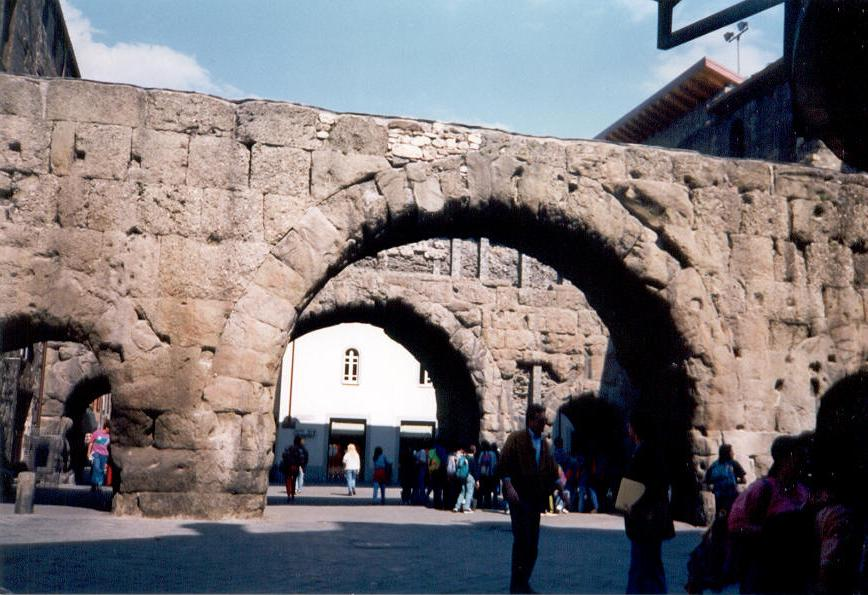
Porta Prætoria (frz. Porte prétorienne)
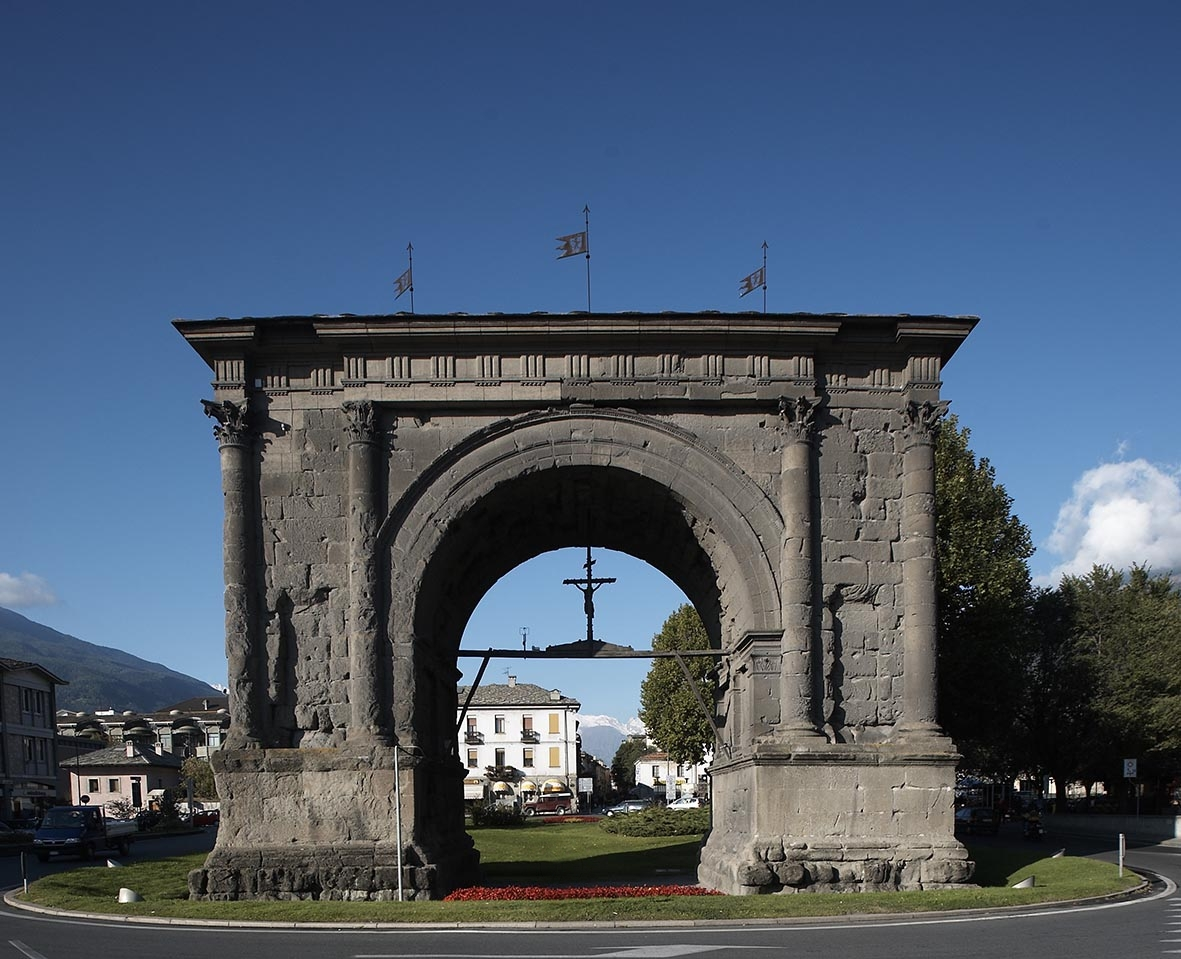
Augustusbogen
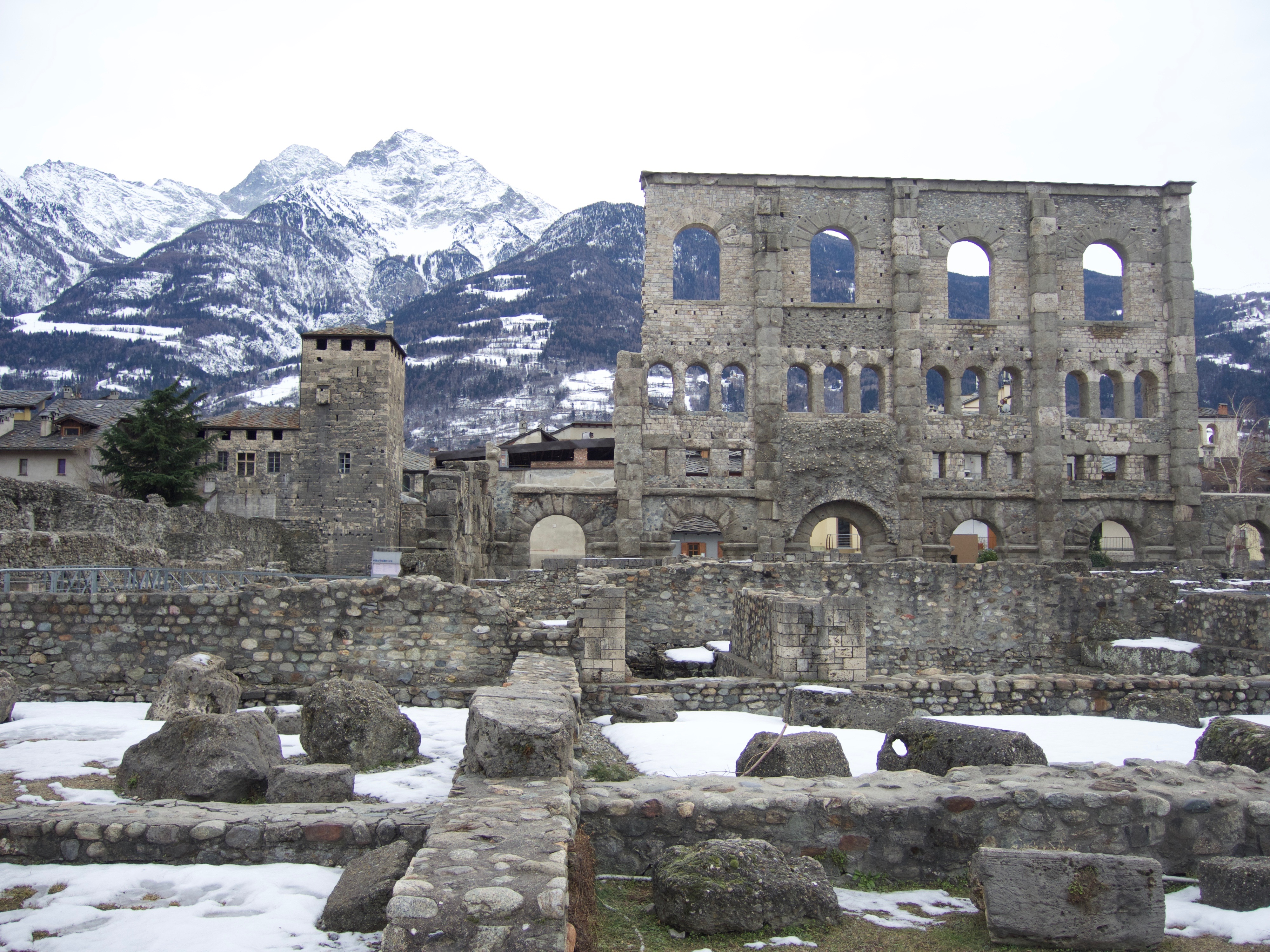
Römisches Theater
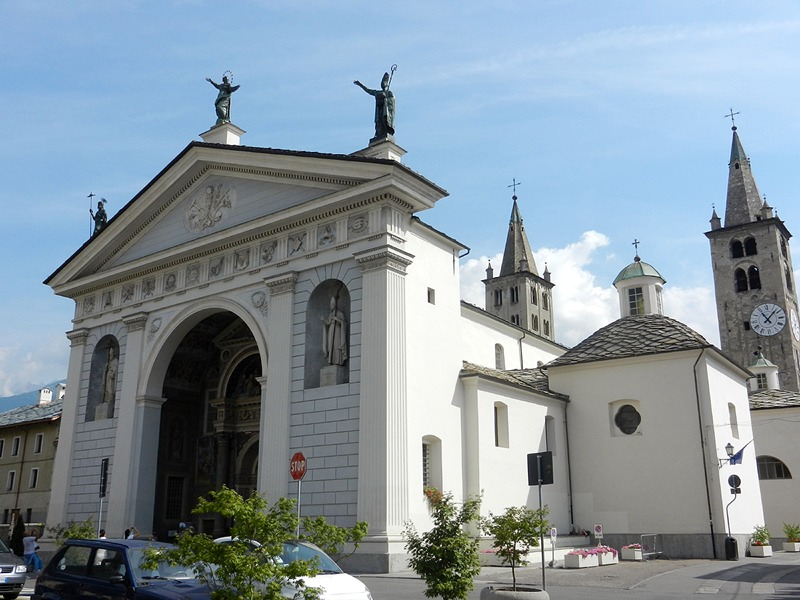
Kathedrale
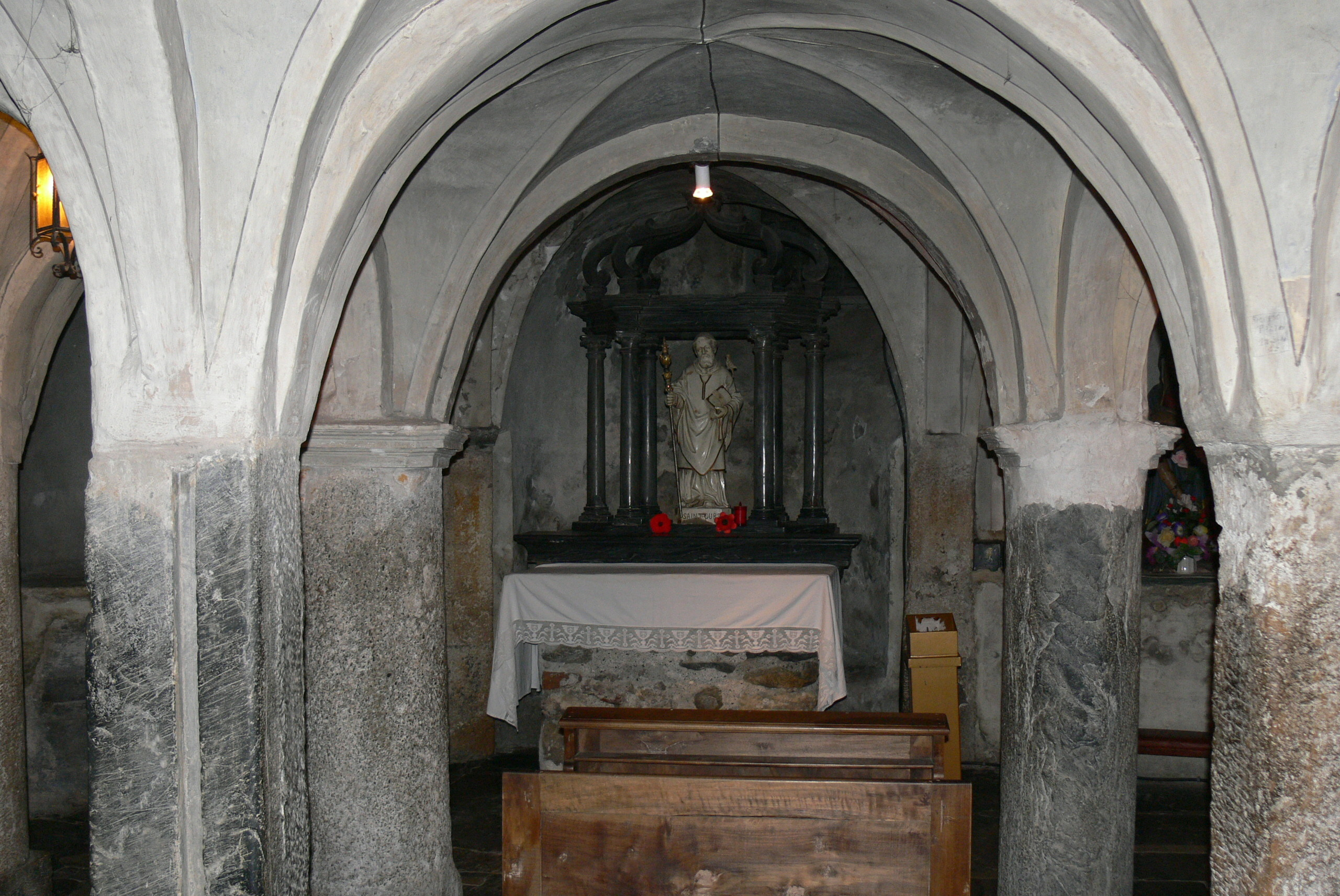
Krypta von Sankt Ursus
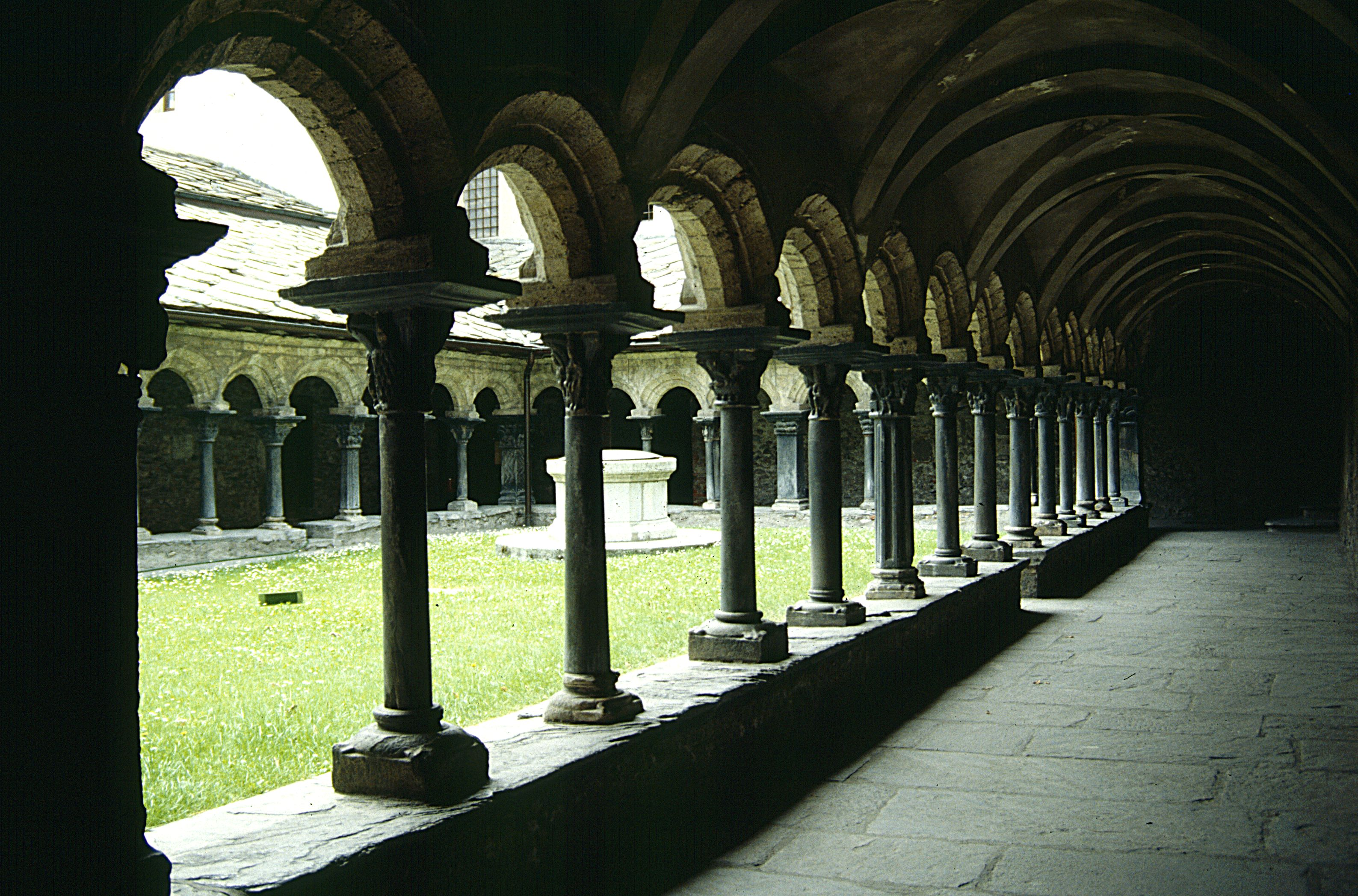
Kreuzgang Sankt Ursus
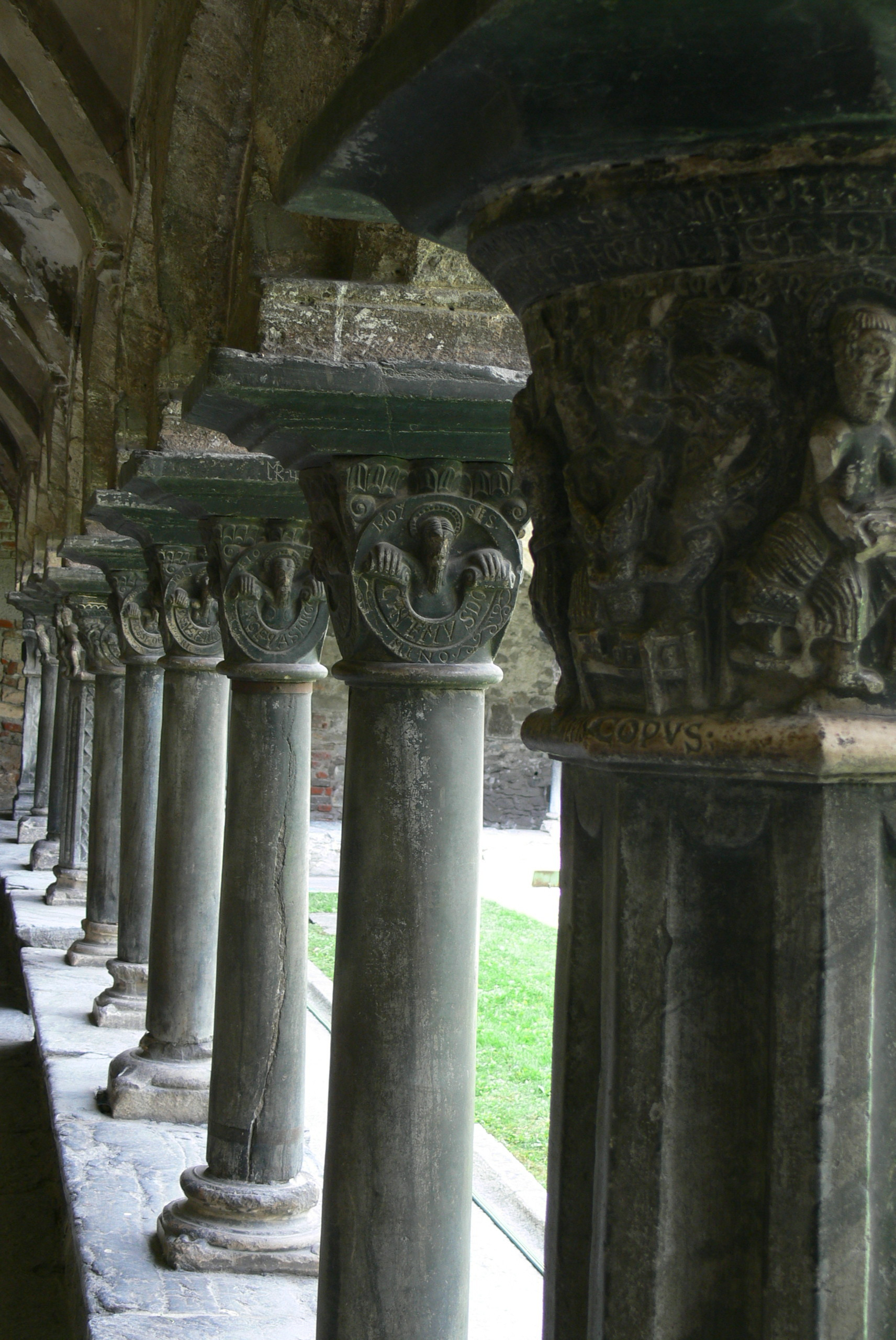
Romanische Kapitelle (ebenda)

## Verkehr

### Schienenverkehr
Der Bahnhof Aosta ist der Endpunkt der eingleisigen Bahnstrecke Chivasso–Ivrea–Aosta. Früher ging die Strecke weiter über die 2015 stillgelegte Bahnstrecke Aosta–Pré-Saint-Didier mit den Haltestellen im Stadtgebiet Istituto und Viale Europa.

### Straßenverkehr
Mit der italienischen Autobahn A5 besitzt Aosta eine Straßenanbindung, welche Turin mit Frankreich via den Mont-Blanc-Tunnel verbindet. Die andere überregionale Straße im Aostatal ist die italienische Staatsstraße SS26. Aosta liegt ferner auf der Verbindung der Alpenpässe Kleiner St. Bernhard und Grosser St. Bernhard.
Der öffentliche Nahverkehr wird von der Gesellschaft Société valdôtaine d'autocars publics (SVAP) ausgeführt.

### Luftverkehr
Aosta besitzt mit dem Flughafen Aosta (italienisch Aeroporto della Valle d’Aosta „Corrado Gex“, französisch Aéroport de la Vallée d’Aoste „Corrado Gex“) einen Regionalflughafen. Er liegt rund zwei Kilometer östlich der Stadt.

## Bildung
In Aosta befindet sich der Hauptsitz der Universität Aostatal.

## Politik
Die Stadt Aosta ist Mitglied der Association internationale des maires francophones.
Die Reihe der Bürgermeister von Aosta ist seit 1333 dokumentiert. Seit 2015 besetzt Fulvio Centoz (Demokratische Partei) von Aosta dieses Amt.
Die Stadt pflegt internationale kommunale Beziehungen und ist folgende Städtepartnerschaften eingegangen:
- Chamonix-Mont-Blanc, Frankreich
- Narbonne, Frankreich
- Albertville, Frankreich
- San Giorgio Morgeto, Italien
- Sinaia, Rumänien
- Kaolack, Senegal
- Martigny, Schweiz

## Persönlichkeiten
Bekannte Persönlichkeiten der Stadt sind in der Liste von Persönlichkeiten der Stadt Aosta aufgeführt.

## Sport
- Am 2. Juni 1996 gewann Gianni Bugno die 15. Etappe des Giro d’Italia in Aosta.
- Vom 21. Juni bis zum 25. Juni 2006 fand in Aosta die Juniorenweltmeisterschaft des Streethockey statt.